# 古石場川親水公園
古石場川親水公園（ふるいしばがわしんすいこうえん）は、東京都江東区牡丹と古石場の境界にある区立公園。1989年4月開園。

## 概要
大横川に平行して東側は平久川に接し、古石場川に沿って整備されている東西に細長い公園。長さ約750メートル。牡丹町公園と隣接する。ボタン・アジサイ・バラが比較的多く咲いている。牡丹側にはボタン園がある。平久川側にはバラ園がある。
子供用の水遊びのために水深10cmほどのジャブジャブ施設がある。古石場川と言うが水質は海水に近く、アサリのような生物が多い。稀にカルガモを見ることができる。
この付近は下町の雰囲気があるため、たびたびドラマのロケに使われる。ちなみに、この公園には七つの橋が架けられているが、そのうちの小津橋は、映画監督の小津安二郎を生んだ小津家に由来する。
通年入園自由。男女共用型トイレ有り。ベンチ多数有り。

## アクセス
- JR京葉線越中島駅から徒歩6分。
- 都営地下鉄大江戸線・東京メトロ東西線門前仲町駅から徒歩6分。
- 東京メトロ東西線木場駅から徒歩16分。

## 周辺施設
- 東京海洋大学
- 牡丹町公園